# زبان‌شناسی دکارتی
زبان‌شناسی دکارتی (به انگلیسی: Cartesian Linguistics) نام کتابی از نوام چامسکی، زبان‌شناس آمریکایی، است که در آن پیشینه نظریه زبان‌شناسی دکارت در قرن‌های گذشته را شرح می‌دهد. این کتاب اولین بار در سال ۱۹۶۶ در ایالات متحدهٔ آمریکا چاپ و منتشر شد.
کتاب زبان‌شناسی دکارتی را احمد طاهریان به فارسی ترجمه کرده‌ است. عنوان کامل اثر چنین است: زبان‌شناسی دکارتی: فصلی از تاریخ تفکر عقل‌گرا (به انگلیسی: Cartesian Linguistics: Chapter in the History of Rationalist Thought)‏